# Chabrillan
Chabrillan là một xã thuộc tỉnh Drôme trong vùng Auvergne-Rhône-Alpes đông nam nước Pháp. Xã Chabrillan nằm ở khu vực có độ cao từ 149-352 mét trên mực nước biển.